# Snooze
«Snooze» — песня американской певицы SZA (Солана Имани Роу), вышедшая 25 апреля 2023 года из её второго студийного альбома SOS (2022). Она была отправлена на современные ритмические (Rhythmic Top 40) и современные городские (Urban contemporary) радиостанции в качестве шестого сингла с альбома. SZA написала песню при участии продюсеров Бэбифейса, The Rascals (Leon Thomas III и Khristopher Riddick-Tynes) и BLK. Песня заняла третью строчку в Billboard Hot 100, став восьмым синглом SZA из первой десятки (и пятым из альбома SOS), возглавила чарты R&B/Hip-Hop Airplay и Rhythmic, а также стала второй сольной песней из первой десятки в чарте Pop Airplay. Акустическая версия с участием канадского певца Джастина Бибера, который снялся в официальном клипе на оригинальную версию песни, была выпущена 15 сентября 2023 года.

## История
SZA (Солана Имани Роу) выпустила свой дебютный студийный альбом Ctrl в 2017 году. Это альбом в стиле современный R&B, затрагивающий такие темы, как разбитое сердце, и получивший широкое признание благодаря вокалу SZA и эклектичному музыкальному стилю, а также эмоциональному воздействию и исповедальному характеру написания песен. Альбом принес SZA широкую известность, а критики приписывают ей статус одной из главных фигур в современной поп- и R&B-музыке и расширение границ жанра R&B. Поэтому ее следующий студийный альбом был весьма ожидаем, и она намекнула, что его работа будет завершена уже в августе 2019 года, сообщив об этом в интервью DJ Kerwin Frost.
В апреле-мае 2022 года SZA сообщила СМИ, что недавно закончила работу над альбомом на Гавайях, и сказала, что он скоро выйдет. Желая поэкспериментировать с жанрами, которые она еще не включала в свою дискографию, она задумала его как сплав различных разрозненных музыкальных стилей, или, по ее словам, «немного всего». Помимо «традиционного» R&B, который был характерен для прошлых работ SZA, многие треки имели балладное, мягкое или проникновенное звучание.

## Релиз
Во время появления статьи на обложке Billboard, опубликованной в ноябре 2022 года, SZA раскрыла название альбома, а также дату его выхода, которая была назначена на следующий месяц. 5 декабря она опубликовала в Twitter трек-лист альбома, а через четыре дня состоялся релиз SOS. Из 23 песен «Snooze» занимает восьмое место. Дебют «Snooze» в живом исполнении состоялся во время 19-дневного тура по Северной Америке в поддержку SOS.
В августе 2023 года песня была сертифицирована Американской ассоциацией звукозаписывающих компаний (RIAA) как дважды платиновая за превышение 2 000 000 проданных экземпляров. Позже в том же месяце на платформах для скачивания и потокового вещания был выпущен четырехтрековый бандл «Snooze», включающий ускоренную версию песни; по сообщению Variety, планируется выпуск расширенной версии с участием канадского певца Джастина Бибера.

## Музыкальное видео
В преддверии выхода клипа на песню «Snooze» 12 августа 2023 года SZA разместила в своем Instagram два закулисных видеоролика. Каждый из них был снят на еще не вышедшую песню. Песня снова появлялась в конце клипа, продолжая привычку SZA завершать свои клипы фрагментами поступающей музыки. Премьера клипа состоялась 25 августа 2023 года. Режиссерами клипа выступили SZA и Брэдли Джей Колдер. В клипе снялись актёры Янг Мазино и Вуди МакКлейн, а также музыканты Джастин Бибер и Бенни Бланко, которые сыграли роли любовных интересов SZA. С каждым из героев она кормит лошадь, лежит на траве в парке, курит сигарету из конопли, обнимается в бассейне с водой, спорит, смотрит, как один из них играет в видеоигру. В одной из сцен SZA танцует для робота.

## Награды и номинации
| Год  | Награда                  | Категория                                | Результат | Ссылка |
| ---- | ------------------------ | ---------------------------------------- | --------- | ------ |
| 2023 | Billboard Music Awards   | Top R&B Song                             | Номинация | [ 26 ] |
| 2023 | Soul Train Music Awards  | Song of the Year                         | Победа    | [ 27 ] |
| 2023 | Soul Train Music Awards  | The Ashford & Simpson Songwriter’s Award | Победа    | [ 27 ] |
| 2023 | Soul Train Music Awards  | Best Dance Performance                   | Номинация | [ 27 ] |
| 2024 | Grammy Awards            | Best R&B Song                            | Победа    | [ 28 ] |
| 2024 | iHeartRadio Music Awards | R&B Song of the Year                     | Победа    | [ 29 ] |
| 2024 | MTV Video Music Awards   | Video of the Year                        | Номинация | [ 30 ] |
| 2024 | MTV Video Music Awards   | Best R&B                                 | Победа    | [ 30 ] |
| 2024 | BMI Pop Awards           | Most Performed Songs of the Year         | Победа    | [ 31 ] |
| 2024 | BMI R&B/Hip-Hop Awards   | Song of the Year                         | Победа    | [ 32 ] |

## Чарты
| Чарт (2022—2023)                         | Высшая позиция |
| ---------------------------------------- | -------------- |
| Австралия (ARIA)                         | 21             |
| Австралия (Hip Hop/R&B, ARIA)            | 6              |
| Канада (Billboard Canadian Hot 100)      | 11             |
| Канада (Billboard CHR/Top 40)            | 7              |
| Мир (Billboard Global 200)               | 6              |
| Ирландия (IRMA)                          | 29             |
| Малайзия (Billboard)                     | 8              |
| Малайзия (International, RIM)            | 4              |
| Нидерланды (Global Top 40)               | 27             |
| Нидерланды (Single Top 100)              | 52             |
| Новая Зеландия (Recorded Music NZ)       | 5              |
| Филиппины (Philippines Songs, Billboard) | 2              |
| Португалия (AFP)                         | 76             |
| Сингапур (RIAS)                          | 10             |
| ЮАР (Billboard)                          | 15             |
| Швейцария (Schweizer Hitparade)          | 53             |
| Великобритания (OCC UK Singles)          | 18             |
| Великобритания (OCC UK Hip Hop/R&B)      | 6              |
| США (Billboard Hot 100)                  | 2              |
| США (Billboard Adult Pop Airplay)        | 32             |
| США (Billboard Dance/Mix Show Airplay)   | 27             |
| США (Billboard Hot R&B/Hip-Hop Songs)    | 2              |
| США (Billboard Pop Airplay)              | 2              |
| США (Billboard R&B/Hip-Hop Airplay)      | 1              |
| США (Billboard Rhythmic)                 | 1              |

| Чарт (2023)                          | Позиция |
| ------------------------------------ | ------- |
| Australia (ARIA)                     | 43      |
| Canada (Canadian Hot 100)            | 43      |
| Global 200 (Billboard)               | 31      |
| Global Singles (IFPI)                | 17      |
| New Zealand (Recorded Music NZ)      | 14      |
| Philippines (Billboard)              | 5       |
| UK Singles (OCC)                     | 92      |
| US Billboard Hot 100                 | 9       |
| US Hot R&B/Hip-Hop Songs (Billboard) | 4       |
| US Mainstream Top 40 (Billboard)     | 14      |
| US Rhythmic (Billboard)              | 4       |
| US R&B/Hip-Hop Airplay (Billboard)   | 3       |

## Сертификации
| Регион | Сертификация  | Продажи       |
| --- | ------------- | ------------- |
| Австралия (ARIA) | 4× Платиновый | 280 000       |
| Бразилия (ABPD) | 3× Платиновый | 120 000       |
| Канада (Music Canada) | 6× Платиновый | 480 000       |
| Дания (IFPI Danmark) | Золотой       | 45 000        |
| Франция (SNEP) | Золотой       | 100 000       |
| Новая Зеландия (RMNZ) | 4× Платиновый | 120 000       |
| Португалия (AFP) | 2× Платиновый | 20 000        |
| Испания (PROMUSICAE) | Золотой       | 30 000        |
| Швейцария (IFPI Switzerland) | Золотой       | 10 000        |
| Великобритания (BPI) | Платиновый    | 600 000       |
| США (RIAA) | 8× Платиновый | 8 000 000     |
| Стриминг |               |               |
| Швеция (GLF) · Acoustic version | Золотой       | 4 000 000     |
| Мир (IFPI) | —             | 1,060,000,000 |
| Данные о продажах + прослушиваниях приведены только на основе сертификации. · Данные только о прослушиваниях приведены на основе сертификации. |               |               |

### Комментарии
1. ↑  Цитировано по Vulture[1], The Recording Academy[2], The Line of Best Fit[3], NME[4], The Daily Telegraph[5], The New Yorker[6] и Consequence[7].